# Адольф Штрюмпель
Адо́льф Штрю́мпель (нім. Ernst Adolf Gustav Gottfried von Strümpell) — німецький невролог, відомий описом кількох симптомів і хвороб.

## Біографія
Народився в маєтку Ной-Ауц у Курляндії, і провів свою юність у Дерпті, Естонія, де його батько, Людвіг Штрюмпель, уроджений Брауншвейгер, був професором філософії в місцевому університеті, одночасно куратором провінції Балтийського моря, статським радником. Отримав російське особисте дворянство у 1870 році.
Штрюмпель спочатку один семестр вивчав філософію в німецькому університеті в Празі, але в 1870 році перейшов на медичний факультет. Після того, як його батько отримав кафедру в Лейпцигу, він переїхав туди із сім'єю в 1872 році.
Після того, як йому було присуджено докторський ступінь з медицини у 1875 році, він пішов працювати асистентом лікаря в клініку медичного університету, яку очолював Карл Вундерліх. Після габілітації в 1883 році Штрюмпель був призначений доцентом у Лейпцизькому університеті. Перші лекції Штрюмпеля були присвячені інфекційним захворюванням, спочатку їх відвідував один студент, який пішов, коли лектор увійшов до класу.
У 1886 році отримав звання повного професора в університеті Ерлангена — Нюрнберга в Ерлангені. Згодом очолив поліклініку в Лейпцигу. У 1903 році він переїхав до Сілезького університету імені Фрідріха Вільгельма, у 1909 році — до Віденського університету, а в 1910 році повернувся до Лейпцизького університету. У 1915 році став ректором Лейпцизького університету. Решту життя провів у Лейпцигу. Був посвячений у лицарі в 1893 році, ставши Адольфом Густавом Готфрідом фон Штрюмпелем.
Ґрунтуючись на власному досвіді, Штрумпель у 1883—1884 роках опублікував підручник із внутрішньої медицини «Підручник спеціальної патології та терапії внутрішніх хвороб». Зробив важливий внесок у широкий спектр медичних тем. Його роботи з неврології мають таке фундаментальне значення, що його слід зарахувати до числа засновників неврології як клінічної освітньої дисципліни в Німеччині. Його дослідження стосувалися, серед багатьох питань, спинної сухотки, системних захворювань спинного мозку, дитячого паралічу, акромегалії та прогресуючої м'язової атрофії. Більшість його статей було опубліковано в Zeitschrift für Nervenheilkunde, журналі, який він видавав разом з іншими лікарями з 1891 року, і в якому він сам був редактором.
Був оптимістичною та доброю людиною, відданою своїм пацієнтам і лібералом у житті, поважав традиції. Уже в юності він відзначився як скрипаль, а в дорослому віці його любов до музики дала йому особистий контакт із багатьма видатними митцями того часу.

## Хвороби і симптоми, які названо на його честь
- Енцефаліт Марі—Штрюмпеля[5]
- Хвороба Штрюмпеля I[6]
- Симптом Штрюмпеля I[7]
- Симптом Штрюмпеля II[8]
- Симптом Штрюмпеля III[9]
- Симптом Штрюмпеля IV[10]
- Енцефаліт Штрюмпеля —  Ліхтенштерна[11]
- Хвороба Штрюмпеля — Лоррейна [12][13][14]

## Основні твори
- Spindelförmige Erweiterung des Ösophagus ohne nachweisliche Stenosebildung. In: Deutsches Archiv für Klinische Medizin. Band 29, 1881, S. 211 ff. / Веретеноподібне розширення стравоходу без видимого стенозу.
- Lehrbuch der Speciellen Pathologie und Therapie der inneren Krankheiten. Für Studirende und Aerzte. 2 Bände. F. C. W. Vogel, Leipzig 1883–1884; 11. / Підручник спеціальної патології та терапії внутрішніх хвороб.
- Einige Gedanken über d. Entwicklung u. d. ferneren Aufgaben d. Neurologie, ebd. 81, 1924, S. 62–68; / Деякі думки щодо подальшого розвитку завдань неврології
- Ueber die Entstehung und die Heilung von Krankheiten durch Vorstellungen. Rede beim Antritt des Prorectorats der Königlich Bayerischen Friedrich-Alexanders-Universität Erlangen am 4. November 1892 gehalten / Про походження та лікування хвороб через ідеї. Промова на інавгурації Проректорату Королівської Баварії.
- Bemerkung über die chronische ankylosirenden Entzündung der Wirbelsäule und der Hüftgelenke. In: Deutsche Zeitschrift für Nervenheilkunde. Band 11, 1897, S. 338 ff. / Коментарі про хронічне анкілозивне запалення хребта та тазостегнових суглобів.
- Aus der Werkstatt des Arztes. Zwei Vorträge gehalten im Wiener Volksbildungsverein. Verlag Hugo Heller, Wien/Leipzig 1911. / З майстерні лікаря. Дві лекції, прочитані у Віденському Товаристві Народної Просвіти.
- Aus dem Leben eines deutschen Klinikers. Erinnerungen und Beobachtungen, Leipzig 1925 (Verlag F.C.W. Vogel) / З життя німецького клініциста. Спогади та спостереження.

## Пам'ять
На честь Адольфа Штрюмпеля названо вулиці у Дюссельдорфі, Ерлангені та Пробстеді (Probstheida).